# ادیز ییلدینمر
ادیز ییلدینمر (به انگلیسی: Ediz Yıldırımer) (زادهٔ ۲۵ اکتبر ۱۹۹۳) شناگر اهل ترکیه است.